# Supercopa Alemã de Voleibol Masculino de 2021
A Supercopa Alemã de Voleibol Masculino de 2021 foi a 6.ª edição deste torneio organizado pela Volleyball Bundesliga. Participaram do torneio o campeão do Campeonato Alemão de 2020–21 e da Copa da Alemanha de 2020–21.
O Berlin Recycling Volleys se sagrou campeão dessa edição, sendo seu terceiro título consecutivo. O oposto norte-americano Benjamin Patch foi eleito o melhor jogador da partida.

## Regulamento
O torneio foi disputado em partida única.

## Local da partida
| Schwerin, Alemanha |
| Palmberg Arena     |
| ------------------ |
| Capacidade: 2 200  |

## Equipes participantes
| Equipe                   | Cidade            | Qualificação                           | Última participação |
| ------------------------ | ----------------- | -------------------------------------- | ------------------- |
| Berlin Recycling Volleys | Berlim            | Campeão da 1. Bundesliga de 2020–21    | 2020                |
| United Volleys Frankfurt | Frankfurt am Main | Campeão da Copa da Alemanha de 2020–21 | 2020                |

## Resultado
| Data  | Hora  |                          | Placar |                          | Set 1 | Set 2 | Set 3 | Set 4 | Set 5 | Total | Relatório |
| ----- | ----- | ------------------------ | ------ | ------------------------ | ----- | ----- | ----- | ----- | ----- | ----- | --------- |
| 2 out | 20:30 | Berlin Recycling Volleys | 3–0    | United Volleys Frankfurt | 25–18 | 25–19 | 25–20 |       |       | 75–57 | Relatório |

## Premiação
| Supercopa Alemã de 2021                       |
| Berlim                                        |
| --------------------------------------------- |
| Berlin Recycling Volleys Campeão (3.º título) |